# Seznam hlav států v roce 2011
V seznamu hlav států v roce 2011 jsou uvedeni nejvyšší představitelé všech nezávislých států, kteří vládli v roce 2011. Seznam je seřazen abecedně podle světadílů. Jsou zde uvedeni nejvyšší hlavy států (prezidenti, králové, atd.) a předsedové vlád (pokud taková funkce existuje), případně i další významné státní funkce (typicky generální guvernér zastupující britskou královnu nebo faktické hlavy států, pokud se liší od nominálních hlav).
V seznamu je uvedeno i několik území se sporným mezinárodním postavením, která jsou de facto nezávislá, de iure jsou ale součástí některého jiného státu.

## Afrika
| Název státu                  | Státní vlajka | Hlava státu | Předseda vlády |
| ---------------------------- | ------------- | --- | --- |
| Alžírsko                     |               | prezident Abdelazíz Buteflika | Ahmed Ouyahia |
| Angola                       |               | prezident José Eduardo dos Santos | José Eduardo dos Santos |
| Benin                        |               | prezident Yayi Boni | Yayi Boni (do 28. 5.) Pascal Koupaki (od 28. 5.) |
| Botswana                     |               | prezident Ian Khama | Ian Khama |
| Burkina Faso                 |               | prezident Blaise Compaoré | Tertius Zongo (do 18. 4.) Luc Adolphe Tiao (od 18. 4.) |
| Burundi                      |               | prezident Pierre Nkurunziza | Pierre Nkurunziza |
| Čad                          |               | prezident Idriss Déby | Emmanuel Nadingar |
| DR Kongo                     |               | prezident Joseph Kabila | Adolphe Muzito |
| Džibutsko                    |               | prezident Ismaïl Omar Guelleh | Dileita Mohamed Dileita |
| Egypt                        |               | prezident Muhammad Husní Mubarak (do 11. 2.) předseda vojenské rady Muhammad Husajn Tantáví a Předseda Ústavního soudu Sultan Faruk (od 11. 2.)                                          | Ahmed Nazif (do 31. 1.) Ahmed Shafiq (31. 1. – 7. 3.) Essam Šaraf (od 7. 3. – 7. 12.) Kamal Ganzouri (od 7. 12.)                                                 |
| Eritrea                      |               | prezident Isaias Afwerki | Isaias Afwerki |
| Etiopie                      |               | prezident Girma Wolde-Giorgis | Meles Zenawi |
| Gabon                        |               | prezident Ali Bongo Ondimba | Paul Biyoghé Mba |
| Gambie                       |               | prezident Yahya Jammeh | Yahya Jammeh |
| Ghana                        |               | prezident John Atta Mills | John Atta Mills |
| Guinea                       |               | prezident Alpha Condé | Alpha Condé |
| Guinea-Bissau                |               | prezident Malam Bacai Sanhá | Carlos Gomes Júnior |
| Jihoafrická republika        |               | prezident Jacob Zuma | Jacob Zuma |
| Jižní Súdán                  |               | prezident Salva Kiir Mayardit (od 9. 7.), vznikla funkce | Salva Kiir Mayardit (od 9. 7.), vznikla funkce |
| Kamerun                      |               | prezident Paul Biya | Philémon Yang |
| Kapverdy                     |               | prezident Pedro Pires (do 9. 9.) prezident Jorge Carlos Fonseca (od 9. 9.) | José Maria Neves |
| Keňa                         |               | prezident Mwai Kibaki | Raila Odinga |
| Komory                       |               | prezident Ahmed Abdallah Mohamed Sambi (do 26. 5.) prezident Ikililou Dhoinine (od 26. 5.)                                                                                               | Ahmed Abdallah Mohamed Sambi (do 26. 5.) Ikililou Dhoinine (od 26. 5.)                                                                                           |
| Lesotho                      |               | král Letsie III. | Pakalitha Mosisili |
| Libérie                      |               | prezidentka Ellen Johnsonová-Sirleafová | Ellen Johnsonová-Sirleafová |
| Libye                        |               | (faktická hlava státu)Muammar Kaddáfí -- (nominální hlava státu) Imbarek Shamekh (do 23. 8.) Předseda prozatímní národní rady Mustafa Muhammad Abdul Jalil (od 23. 8.)                   | Baghdadi Mahmudi (do 23. 8.) Mahmúd Gabriel (23. 8. – 23. 10.) prozatímní Ali Tarhouni (23. 10. – 31. 10.) prozatímní Abdel Rahim al-Kib (od 31. 10.) prozatímní |
| Madagaskar                   |               | prezident Andry Rajoelina | Eugčne Mangalaza (do 2. 11.) Omer Beriziky (od 2. 11.) |
| Malawi                       |               | prezident Bingu wa Mutharika | Bingu wa Mutharika |
| Mali                         |               | prezident Amadou Toumani Touré | Modibo Sidibé (do 3. 4.) Cissé Mariam Kaďdama Sidibé (od 3. 4.)                                                                                                  |
| Maroko                       |               | král Muhammad VI. | Abbas El Fassi (do 29. 11.) Abdelilah Benkirane (od 29. 11.) |
| Mauricius                    |               | prezident Anerood Jugnauth | Navin Ramgoolam |
| Mauritánie                   |               | prezident Mohamed Ould Abdel Aziz | Moulaye Ould Mohamed Laghdaf |
| Mosambik                     |               | prezident Armando Guebuza | Luisa Diogo |
| Namibie                      |               | prezident Hifikepunye Pohamba | Nahas Angula |
| Niger                        |               | vojenský vůdce Salou Djibo (do 7. 4.) prezident Mahamadou Issoufou (od 7. 4.) | Mahamadou Danda (do 7. 4.) Brigi Rafini (od 7. 4.) |
| Nigérie                      |               | prezident Goodluck Jonathan | Goodluck Jonathan |
| Pobřeží slonoviny            |               | prezident Laurent Gbagbo (do 11. 4.) prezident Alassane Ouattara (od 11. 4.) | Guillaume Soro |
| Republika Kongo              |               | prezident Denis Sassou-Nguesso | Isidore Mvouba |
| Rovníková Guinea             |               | prezident Ignacio Milam Tang | Guillaume Soro |
| Rwanda                       |               | prezident Paul Kagame | Bernard Makuza (do 7. 10.) Pierre Damien Habumuremyi (od 7. 10.)                                                                                                 |
| Senegal                      |               | prezident Abdoulaye Wade | Souleymane Ndéné Ndiaye |
| Seychely                     |               | prezident James Michel | James Michel |
| Sierra Leone                 |               | prezident Ernest Bai Koroma | Ernest Bai Koroma |
| Somálsko                     |               | prezident Šarif Ahmed | Mohamed Abdullahi Mohamed (do 19. 6.) Abdiweli Mohamed Ali (19. 6. – 28. 6. dočasný, poté řádný)                                                                 |
| Středoafrická republika      |               | prezident François Bozizé | Faustin-Archange Touadéra |
| Súdán                        |               | prezident Umar al-Bašír | Umar al-Bašír |
| Svatý Tomáš a Princův ostrov |               | prezident Fradique de Menezes | Joaquim Rafael Branco |
| Svazijsko                    |               | král Mswati III. | Barnabas Sibusiso Dlamini |
| Tanzanie                     |               | >prezident Ali Mohamed Shein | Mizengo Pinda |
| Togo                         |               | prezident Faure Gnassingbé | Gilbert Houngbo |
| Tunisko                      |               | prezident Zín Abidín bin Alí (do 14. 1.) zastupující prezident Muhammad Ghannúší (14. – 15. 1.) úřadující prezident Fuád Mebazá (15. 1. – 13. 12.) prezident Munsif Marzúkí (od 13. 12.) | Muhammad Ghannúší (do 27. 2.) Kaíd Sibsí (27. 2. – 24. 12.) Hamadi Jebali (od 24. 12.)                                                                           |
| Uganda                       |               | prezident Yoweri Museveni | Apolo Nsibambi (do 24. 5.) Amama Mbabazi (od 24. 5.) |
| Zambie                       |               | prezident Rupiah Banda (do 23. 9.) prezident Michael Sata (od 23. 9.) | Rupiah Banda (do 23. 9.) Michael Sata (od 23. 9.) |
| Zimbabwe                     |               | prezident Robert Mugabe | Morgan Tsvangirai |

## Asie
| Název státu             | Státní vlajka | Hlava státu | Předseda vlády |
| ----------------------- | ------------- | --- | --- |
| Afghánistán             |               | prezident Hamíd Karzáí | Hamíd Karzáí |
| Arménie                 |               | prezident Serž Sarkisjan | Tigran Sargsjan |
| Ázerbájdžán             |               | prezident Ilham Alijev | Artur Rasizada |
| Bahrajn                 |               | král Hamad bin Ísá Ál Chalífa | Chalífa ibn Salmán Al Chalífa |
| Bangladéš               |               | prezident Zillur Rahman | Šajch Hasína Vadžídová |
| Bhútán                  |               | král Džigme Khesar Namgjel Wangčhug | Džigme Thinley |
| Brunej                  |               | sultán Hassanal Bolkiah | Hassanal Bolkiah |
| Čína                    |               | prezident Chu Ťin-tchao | Wen Ťia-pao |
| Filipíny                |               | prezident Benigno Aquino III | Benigno Aquino III |
| Gruzie                  |               | prezident Michail Saakašvili | Nikoloz Gilauri |
| Indie                   |               | prezidentka Pratibha Pátil | Manmohan Singh |
| Indonésie               |               | prezident Susilo Bambang Yudhoyono | Susilo Bambang Yudhoyono |
| Irák                    |               | prezident Džalál Talabání | Džavad Maliki |
| Írán                    |               | duchovní vůdce (faktická hlava státu) Sajjid Alí Chameneí                                                                                          | prezident (nominální hlava státu): Mahmúd Ahmadínežád |
| Izrael                  |               | prezident Šimon Peres | Benjamin Netanjahu |
| Japonsko                |               | císař Akihito | Naoto Kan (do 2. 9.) Jošihiko Noda (od 2. 9.) |
| Jemen                   |               | prezident Alí Abdalláh Sálih (4. 6. – 23. 9. ze zdravotních důvodů úřad nevykonává) zastupující prezident Abdar Rabbú Mansúr Hadí (4. 6. – 23. 9.) | Ali Mohammed Mujur (do 7. 12.) Muhammad Salim Basindwah (od 7. 12.)                                                                                                  |
| Jižní Korea             |               | prezident I Mjong-bak | Han Seung-soo |
| Jordánsko               |               | král Abdalláh II. | Samir al-Rifai (do 9. 2.) Marúf al-Bachít (9. 2. – 24. 10) Awn Khasawneh (od 24. 10.)                                                                                |
| Kambodža                |               | král Norodom Sihamoni | Hun Sen |
| Katar                   |               | emír Hamad bin Chalífa Ál Thání | Hamád Ibn Džásim Ibn Džaber as-Sání |
| Kazachstán              |               | prezident Nursultan Nazarbajev | Karim Massimov |
| Kuvajt                  |               | emír Sabah al-Ahmad al-Džábir al-Sabah | Násirr Mohammed al-Ahmed al-Sabah (do 30. 11.) Sheikh Jabir Mubarak Al Hamad Al Sabah (od 30. 11.)                                                                   |
| Kyrgyzstán              |               | Úřadující Prezidentka Roza Otunbajevová (do 1. 12.) prezident Almazbek Atambajev (od 1. 12.)                                                       | Almazbek Atambajev (do 23. 9., pokračuje ve funkci od 16. 11. – 1. 12.) br /> Omurbek Babanov (23. 9. – 16. 11. a 1. 12. – 23. 12.) prozatímní, (od 23. 12.) zvolený |
| Laos                    |               | prezident Čumaly Sayason | Thongsing Thammavong |
| Libanon                 |               | prezident Michel Sulajmán | Fuád Siniora (do 14. 6.) Nadžíb Míkátí (od 14. 6.) |
| Malajsie                |               | král Tuanku Mizan Zainal Abidin (do 13. 12.) král Tuanku Abdul Halim Muadzam Shah ibni al-Marhum Sultan Badlishah (od 13. 12.)                     | Najib Tun Razak |
| Maledivy                |               | prezident Mohammad Našíd | Mohammad Našíd |
| Mongolsko               |               | prezident Cachjagín Elbegdordž | Sükhbaataryn Batbold |
| Myanmar                 |               | předseda Státní rady pro mír a rozvoj Than Šwei (do 30. 3.) prezident Thein Sein (od 30. 3.)                                                       | Thein Sein (do 30. 3.) funkce momentálně neobsazena |
| Nepál                   |               | prezident Rám Baran Jádav | Madhav Kumar Nepal (do 6. 2.) Jhalanath Khanal (6. 2. – 28. 8.) Baburam Bhattarai (od 28. 8.)                                                                        |
| Omán                    |               | sultán Kábús bin Saíd bin Tajmúr as-Saíd | Kábús bin Saíd bin Tajmúr as-Saíd |
| Pákistán                |               | prezident Asif Alí Zardárí | Yousaf Raza Gillani |
| Saúdská Arábie          |               | král Abd Alláh bin Abd al-Azíz | Abd Alláh bin Abd al-Azíz |
| Severní Korea           |               | prezident Kim Čong-il (do 17. 12.) prezident Kim Čong-un (od 17. 12.)                                                                              | Čche Jong-rim |
| Singapur                |               | prezident Sellapan Ramanathan (do 1. 9.) prezident Tony Tan (od 1. 9.)                                                                             | Lee Hsien Loong |
| Spojené arabské emiráty |               | emír Chalífa bin Sajíd Al Nahaján | Muhammad bin Rášid Ál Maktúm |
| Srí Lanka               |               | prezident Mahinda Radžapaksa | D. M. Jayaratne |
| Sýrie                   |               | prezident Bašár al-Asad | Muhammad Nádží al-Utrí (do 14. 4.) Adel Safar (od 14. 4.) |
| Tádžikistán             |               | prezident Emómalí-ji Rahmón | Oqil Oqilov |
| Thajsko                 |               | král Pchúmipchon Adunjadét (Ráma IX.) | Apchisit Vedžadžíva (do 8. 8.) Yingluck Shinawatrová (od 8. 8.) |
| Turecko                 |               | prezident Abdullah Gül | Recep Tayyip Erdoğan |
| Tádžikistán             |               | prezident Gurbanguly Berdimuhamedow | Gurbanguly Berdimuhamedow |
| Uzbekistán              |               | prezident Islam Karimov | Šavkat Mirzijajev |
| Vietnam                 |               | prezident Trương Tấn Sang (do 25. 7.) prezident Trương Tấn Sang (od 25. 7.)                                                                        | Nguyễn Tấn Dũng |
| Východní Timor          |               | prezident José Ramos-Horta | Xanana Gusmão |

## Evropa
| Název státu         | Státní vlajka | Hlava státu | Předseda vlády |
| ------------------- | ------------- | --- | --- |
| Albánie             |               | prezident Bamir Topi | Sali Beriša |
| Andorra             |               | prezident Nicolas Sarkozy a biskup Joan Enric Vives Sicília | Jaume Bartumeu (do 28. 4.) Antoni Martí Petit (od 12. 5.)                                                                                                   |
| Belgie              |               | král Albert II. | Yves Leterme (do 6. 12.) Elio Di Rupo (od 6. 12.) |
| Bělorusko           |               | prezident Alexandr Lukašenko | Michail Mjasnikovič |
| Bosna a Hercegovina |               | Předsednictvo Nebojša Radmanović (Srb), Željko Komšić (Chorvat); Bakir Izetbegović (Bosňák) | Nikola Špirić |
| Bulharsko           |               | prezident Georgi Parvanov | Bojko Borisov |
| Černá Hora          |               | prezident Filip Vujanović | Igor Lukšić |
| Česko               |               | prezident Václav Klaus | Petr Nečas |
| Dánsko              |               | královna Markéta II. | Lars Løkke Rasmussen (do 3. 10.) Helle Thorning-Schmidt (od 3. 10.)                                                                                         |
| Estonsko            |               | prezident Toomas Hendrik Ilves | Andrus Ansip |
| Finsko              |               | prezidentka Tarja Halonenová | Mari Kiviniemi (do 22. 6.) Jyrki Katainen (od 22. 6.) |
| Francie             |               | prezident Nicolas Sarkozy | François Fillon |
| Chorvatsko          |               | prezident Ivo Josipović | Jadranka Kosorová (do 23. 12.) Zoran Milanović (od 23. 12.)                                                                                                 |
| Irsko               |               | prezidentka Mary McAleese (do 11. 11.) prezident Michael D. Higgins (od 11. 11.) | Brian Cowen (do 9. 3.) Enda Kenny (od 9. 3.) |
| Island              |               | prezident Ólafur Ragnar Grímsson | Jóhanna Sigurðardóttir |
| Itálie              |               | prezident Giorgio Napolitano | Silvio Berlusconi (do 16. 11.) Mario Monti (od 16. 11.) |
| Kypr                |               | prezidentDimitris Christofias | Dimitris Christofias |
| Lichtenštejnsko     |               | kníže Hans Adam II.- regent Alois z Lichtenštejna | Klaus Tschütscher |
| Litva               |               | prezident Valdas Adamkus | Andrius Kubilius |
| Lotyšsko            |               | prezident Valdis Zatlers (do 8. 7.) prezident Andris Berzins (od 8. 7.) | Valdis Dombrovskis |
| Lucembursko         |               | velkovévoda Henri | Jean-Claude Juncker |
| Maďarsko            |               | prezident Pál Schmitt | Viktor Orbán |
| Makedonie           |               | prezident Ďorge Ivanov | Nikola Gruevski |
| Malta               |               | prezident George Abela | Lawrence Gonzi |
| Moldavsko           |               | prozatímní prezident Marian Lupu | Vlad Filat |
| Monako              |               | kníže Albert II. | Michel Roger |
| Německo             |               | spolkový prezident Christian Wulff | Angela Merkelová |
| Nizozemsko          |               | královna Beatrix | Mark Rutte |
| Norsko              |               | král Harald V. | Jens Stoltenberg |
| Polsko              |               | prezident Bronisław Komorowski | Donald Tusk |
| Portugalsko         |               | prezident Aníbal Cavaco Silva | José Sócrates (do 21. 6.) Pedro Passos Coelho (od 21. 6.)                                                                                                   |
| Rakousko            |               | prezident Heinz Fischer | kancléř Werner Faymann |
| Rumunsko            |               | prezident Traian Băsescu | Emil Boc |
| Rusko               |               | prezident Dmitrij Medveděv | Vladimir Putin |
| Řecko               |               | prezident Karolos Papoulias | Georgios Papandreou (do 11. 11.) Lukas Papadimos (od 11. 11.)                                                                                               |
| San Marino          |               | kapitáni-regenti Giovanni Francesco Ugolini a Andrea Zafferani (do 1. 4.) kapitáni-regenti Filippo Tamagnini a Berti Maria Luisa (1. 4. – 1. 10.) kapitáni-regenti Gabriele Gatti a Matteo Fiorini (od 1. 10.) | Giovanni Francesco Ugolini a Andrea Zafferani (do 1. 4.) Filippo Tamagnini a Berti Maria Luisa (1. 4. – 1. 10.) Gabriele Gatti a Matteo Fiorini (od 1. 10.) |
| Slovensko           |               | prezident Ivan Gašparovič | Iveta Radičová |
| Slovinsko           |               | prezident Danilo Türk | Borut Pahor |
| Spojené království  |               | královna Alžběta II. | David Cameron |
| Srbsko              |               | prezident Boris Tadić | Mirko Cvetković |
| Španělsko           |               | král Juan Carlos I. | José Luis Rodríguez Zapatero (do 21. 12.) Mariano Rajoy (od 21. 12.)                                                                                        |
| Švédsko             |               | král Karel XVI. Gustav | Fredrik Reinfeldt |
| Švýcarsko           |               | prezidentka Micheline Calmyová-Reyová | Micheline Calmyová-Reyová |
| Ukrajina            |               | prezident Viktor Janukovyč | Mykola Azarov |
| Vatikán             |               | papež Benedikt XVI. | státní sekretář Tarcisio kardinál Bertone |

## Severní Amerika
| Název státu               | Státní vlajka | Hlava státu | Předseda vlády                                             |
| ------------------------- | ------------- | --- | ---------------------------------------------------------- |
| Antigua a Barbuda         |               | královna Alžběta II. – generální guvernérka Louise Lake-Tack                                                                    | Baldwin Spencer                                            |
| Bahamy                    |               | královna Alžběta II. – generální guvernér Arthur Foulkes                                                                        | Hubert Ingraham                                            |
| Barbados                  |               | královna Alžběta II. – generální guvernér Clifford Husbands (do 1. 11.) dočasný generální guvernér Elliott Belgrave (od 1. 11.) | Freundel Stuart                                            |
| Belize                    |               | královna Alžběta II. – generální guvernér Colville Young                                                                        | Dean Barrow                                                |
| Dominika                  |               | prezident Nicholas Liverpool | Roosevelt Skerrit                                          |
| Dominikánská republika    |               | prezident Leonel Fernández | Leonel Fernández                                           |
| Grenada                   |               | královna Alžběta II. – generální guvernér Carlyle Glean                                                                         | Tillman Thomas                                             |
| Guatemala                 |               | prezident Álvaro Colom | Álvaro Colom                                               |
| Haiti                     |               | prezident René Préval (do 14. 5.) prezident Michel Martelly (od 14. 5.)                                                         | Michèle Pierre-Louis (do 5. 11.) Garry Conille (od 5. 11.) |
| Honduras                  |               | prezident Porfirio Lobo | Porfirio Lobo                                              |
| Jamajka                   |               | královna Alžběta II. – generální guvernér Patrick Allen                                                                         | Bruce Golding (do 23. 10.) Andrew Holness (od 23. 10.)     |
| Kanada                    |               | královna Alžběta II. – generální guvernér David Johnston                                                                        | Stephen Harper                                             |
| Kostarika                 |               | prezidentka Laura Chinchilla | Laura Chinchilla                                           |
| Kuba                      |               | prezident Raúl Castro | Raúl Castro                                                |
| Mexiko                    |               | prezident Felipe Calderón | Felipe Calderón                                            |
| Nikaragua                 |               | prezident Daniel Ortega | Daniel Ortega                                              |
| Panama                    |               | prezident Ricardo Martinelli | Ricardo Martinelli                                         |
| Salvador                  |               | prezident Mauricio Funes | Mauricio Funes                                             |
| Spojené státy americké    |               | prezident Barack Obama | Barack Obama                                               |
| Svatá Lucie               |               | královna Alžběta II. – generální guvernérka Pearlette Louisy                                                                    | Stephenson King (do 30. 11.) Kenny Anthony (od 30. 11.)    |
| Svatý Kryštof a Nevis     |               | královna Alžběta II. – generální guvernér Cuthbert Sebastian                                                                    | Denzil Douglas                                             |
| Svatý Vincenc a Grenadiny |               | královna Alžběta II. – generální guvernér Frederick Ballantyne                                                                  | Ralph Gonsalves                                            |
| Trinidad a Tobago         |               | prezident George Maxwell Richards                                                                                               | Kamala Persad-Bissessara                                   |

## Jižní Amerika
| Název státu | Státní vlajka | Hlava státu                                                               | Předseda vlády |
| ----------- | ------------- | ------------------------------------------------------------------------- | --- |
| Argentina   |               | prezidentka Cristina Fernández de Kirchner                                | Cristina Fernández de Kirchner                                                                                                 |
| Bolívie     |               | prezident Evo Morales                                                     | Evo Morales |
| Brazílie    |               | prezidentka Dilma Rousseffová                                             | Dilma Rousseffová |
| Ekvádor     |               | prezident Rafael Correa                                                   | Rafael Correa |
| Guyana      |               | prezident Bharrat Jagdeo (do 3. 12.) prezident Donald Ramotar (od 3. 12.) | Sam Hinds |
| Chile       |               | prezident Sebastián Piñera                                                | Sebastián Piñera |
| Kolumbie    |               | prezident Juan Manuel Santos                                              | Juan Manuel Santos |
| Paraguay    |               | prezident Fernando Lugo                                                   | Fernando Lugo |
| Peru        |               | prezident Alan García (do 28. 7.) prezident Ollanta Humala (od 28. 7.)    | José Antonio Chang (do 19. 3.) Rosario Fernández (19. 3. – 28. 7.) Salomón Lerner (28. 7. – 11. 12.) Óscar Valdés (od 11. 12.) |
| Surinam     |               | prezident Dési Bouterse                                                   | Dési Bouterse |
| Uruguay     |               | prezident José Mujica                                                     | José Mujica |
| Venezuela   |               | prezident Hugo Chávez                                                     | Hugo Chávez |

## Oceánie
| Název státu                  | Státní vlajka | Hlava státu | Předseda vlády |
| ---------------------------- | ------------- | --- | --- |
| Austrálie                    |               | královna Alžběta II. – generální guvernérka Quentin Bryce | Julia Gillardová |
| Federativní státy Mikronésie |               | prezident Manny Mori | Manny Mori |
| Fidži                        |               | prezident Ratu Epeli Nailatikau | Frank Bainimarama                                                                                                   |
| Kiribati                     |               | prezident Anote Tong | Anote Tong |
| Marshallovy ostrovy          |               | prezident Jurelang Zedkaia | Ruben Zackhras |
| Nauru                        |               | prezident Marcus Stephen (do 10. 11.) prezident Frederick Pitcher (10. 11. – 15. 10.) prezident Sprent Dabwido (od 15. 11.)                                                            | Marcus Stephen (do 10. 11.) Frederick Pitcher (od 10. 11. – 15. 10.) Sprent Dabwido (od 15. 11.)                    |
| Nový Zéland                  |               | královna Alžběta II. – generální guvernér Anand Satyanand (do 23. 8.) předsedkyně Nejvyššího soudu Dame Sian Elias (23. 8. – 31. 8.) generální guverné Sir Jerry Mateparae (od 31. 8.) | John Key |
| Palau                        |               | prezident Johnson Toribiong | Johnson Toribiong                                                                                                   |
| Papua Nová Guinea            |               | královna Alžběta II. -generální guvernér Sir Michael Ogio (do 25. 2.) dočasný | Sam Abal prozatímní (do 17. 1.) Sir Michael Somare (17. 1. – 2. 8.) Peter O'Neill (od 2. 8.)                        |
| Samoa                        |               | náčelník Tufuga Efi | Tuilaepa Aiono Sailele Malielegaoi                                                                                  |
| Šalomounovy ostrovy          |               | královna Alžběta II. – generální guvernér Frank Kabui | Danny Philip (od 16. 11.) Gordon Darcy Lilo (od 16. 11.)                                                            |
| Tonga                        |               | král George Tupou V. | Tu'ivakano |
| Tuvalu                       |               | královna Alžběta II. – generální guvernér Filoimea Telito | Apisai Ielemia |
| Vanuatu                      |               | prezident Iolu Abil. | Sato Kilma (do 24. 4.) Sir Serge Vohor (od 24. 4. – 13. 5.) Sato Kilma (13. 5. – 16. 6.) Edward Natapei (od 16. 6.) |

## Státy se sporným mezinárodním uznáním
| Název státu      | Státní vlajka | Hlava státu | Předseda vlády                                            |
| ---------------- | ------------- | --- | --------------------------------------------------------- |
| Abcházie         |               | prezident Sergej Bagapš (do 29. 5.) prozatímní prezident Aleksandr Ankvab (29. 5. – 26. 9.) prezident Aleksandr Ankvab (od 26. 9.)                                                        | Aleksandr Ankvab (do 26. 9.) Leonid Lakerbaya (od 26. 9.) |
| Jižní Osetie     |               | prezident Eduard Kokojty | Vadim Brovtsev                                            |
| Kosovo           |               | prozatímní prezident Jakup Krasniqi (do 22. 2.) prezident Behgjet Pacolli (22. 2. – 30. 3.) prozatímní prezident Jakup Krasniqi (30. 3. – 7. 4.) prezidentka Atifete Jahjagová (od 7. 4.) | Hashim Thaçi                                              |
| Náhorní Karabach |               | prezident Bako Sahakyan | Arayik Harutyunyan                                        |
| Severní Kypr     |               | prezident Mehmet Ali Talat | Derviş Eroğlu                                             |
| Palestina        |               | prezident Mahmúd Abbás | Salam Fayyad                                              |
| Tchaj-wan        |               | prezident Ma Jing-ťiou | Wu Den-yih                                                |
| Západní Sahara   |               | prezident Mohamed Abdelaziz | Abdelkader Taleb Oumar                                    |